# Szabados Julianna
Szabados Julianna (Miskolc) újságíró, kulturális menedzser, 1992 óta a Közéleti Gazdasági Krónika főszerkesztője.

## Munkahelyek
Németországban dolgozott két évet, majd filmes területen folytatta pályafutását, a MAFILM-nél, a MOKÉP-nél és a Magyar Televíziónál (MTV) (1979–80). Ezt követően a Szakszervezetek Elméleti Kutató Intézetében közvélemény-kutatóként dolgozott 1980-tól 81-ig. Az Ady Endre Művelődési Központban népművelő volt 1982–1984 között. Majd az Eravis cég békásmegyeri munkásszállójára került népművelőként 1984-ben (jelenleg a Hunguest Hotels Group szállodaként működteti a munkásszállókat), ahol négy éven keresztül építőiparban dolgozók kulturális programjait szervezte, kiállításokat hozott létre az ottlakók saját műveiből (fotók, festmények). Filmklubot, olvasóklubot alapított. A Közéleti Gazdasági Krónika alapító főszerkesztője 1992-től mind a mai napig.

## Főbb művek
Több mint 2000 exkluzív interjút készített, amelyek 1992–2012 között jelentek meg az 1992-ben alapított Közéleti Gazdasági Krónika magazinban a politikai, gazdasági, kulturális, valamint a diplomáciai élet vezető személyiségeivel. Az elkészült interjúk között van a rendszerváltást követő időszak minden miniszterelnöke, szinte minden minisztere, nagykövetek, egyházi vezetők, a kulturális intézmények igazgatói, írók, színészek, festőművészek…
Az egyetlen olyan főszerkesztő ma Szabados Julianna Magyarországon, aki országos, nemzetközi ismertséggel bíró magazinnál 20 éve folyamatosan végzi munkáját.
Az elkészült interjúk publikálásra kerültek nemcsak a Krónika magazinban, hanem könyvekben is, pl.: Bartus Pál: Az Áfészektől a Coop rendszerig című, a hazai szövetkezeti mozgalom történetét bemutató kiadványban (398-400. oldalon). Forrásként szerepeltek a megjelent interjúk a rendszerváltás személyiségeit is érintő diplomamunkákban.